# Kanton Zandhoven
Kanton Zandhoven is een kanton in de provincie Antwerpen en het gelijknamige arrondissement. Het is de bestuurslaag boven die van de desbetreffende gemeenten, tevens is het een gerechtelijk niveau waarbinnen één vredegerecht georganiseerd wordt dat bevoegd is voor de deelnemende gemeenten. Beide types kanton beslaan niet noodzakelijkerwijs hetzelfde territorium.

## Gerechtelijk kanton Zandhoven
Het gerechtelijk kanton Zandhoven is gelegen in het gerechtelijk arrondissement Antwerpen en organiseert een vredegerecht voor de gemeenten Malle, Ranst, Wommelgem, Zandhoven en Zoersel. Het is gevestigd in de Amelbergastraat 13 te Zandhoven.
De vrederechter is bevoegd bij gezinsconflicten, onderhoudsgeschillen, voogdij, voorlopige bewindvoering, mede-eigendommen, appartementseigendom, burenhinder ...
| Gebied           | Europese Unie    | België           | België           | België           | België           | Antwerpen      | Antwerpen      | Antwerpen                   | Antwerpen                   | Zandhoven                       |                                 |                                 |                                 |
| Sociaal recht    | Hof van Justitie | Hof van Cassatie | Hof van Cassatie | Hof van Cassatie | Hof van Cassatie | Arbeidshof     | Arbeidshof     | Arbeidsrechtbank            | Arbeidsrechtbank            | Arbeidsrechtbank                | Arbeidsrechtbank                | Arbeidsrechtbank                |                                 |
| Handelsrecht     | Hof van Justitie | Hof van Cassatie | Hof van Cassatie | Hof van Cassatie | Hof van Cassatie | Hof van Beroep | Hof van Beroep | Rechtbank van Koophandel    | Rechtbank van Koophandel    | Vredegerecht                    | Vredegerecht                    | Vredegerecht                    |                                 |
| Burgerlijk recht | Hof van Justitie | Hof van Cassatie | Hof van Cassatie | Hof van Cassatie | Hof van Cassatie | Hof van Beroep | Hof van Beroep | Rechtbank van eerste aanleg | Rechtbank van eerste aanleg | Vredegerecht / Politierechtbank | Vredegerecht / Politierechtbank | Vredegerecht / Politierechtbank | Vredegerecht / Politierechtbank |
| Strafrecht       | Hof van Justitie | Hof van Cassatie | Hof van Cassatie | Hof van Cassatie | Hof van Cassatie | Hof van Beroep | Assisenhof     | Rechtbank van eerste aanleg | Rechtbank van eerste aanleg | Vredegerecht / Politierechtbank | Vredegerecht / Politierechtbank | Vredegerecht / Politierechtbank | Vredegerecht / Politierechtbank |

## Kieskanton Zandhoven
Het kieskanton Zandhoven ligt in het provinciedistrict Kapellen, het kiesarrondissement Antwerpen en ten slotte de kieskring Antwerpen. Het beslaat de gemeenten Zandhoven, Ranst, Schilde, Wijnegem, Wommelgem & Zoersel en bestaat uit 79 stembureaus.

### Structuur
| Zandhoven        | Zandhoven        | Supranationaal         | Nationaal                         | Nationaal           | Gemeenschap         | Gewest              | Provincie           | Arrondissement  | Provinciedistrict | Kanton          | Gemeente                                                | District         |
| ---------------- | ---------------- | ---------------------- | --------------------------------- | ------------------- | ------------------- | ------------------- | ------------------- | --------------- | ----------------- | --------------- | ------------------------------------------------------- | ---------------- |
| Administratief   | Niveau           | Europese Unie          | België                            | België              | Vlaanderen          | Vlaanderen          | Antwerpen           | Antwerpen       | Antwerpen         | Antwerpen       | Zandhoven, Ranst, Schilde Wijnegem, Wommelgem & Zoersel | -                |
| Administratief   | Bestuur          | Europese Commissie     | Belgische regering                | Belgische regering  | Vlaamse regering    | Vlaamse regering    | Deputatie           | Deputatie       | Deputatie         | Deputatie       | Gemeentebestuur                                         | Districtscollege |
| Administratief   | Raad             | Europees Parlement     | Kamer van volksvertegenwoordigers | Vlaams Parlement    | Vlaams Parlement    | Vlaams Parlement    | Provincieraad       | Provincieraad   | Provincieraad     | Provincieraad   | Gemeenteraad                                            | Districtsraad    |
| Kiesomschrijving | Kiesomschrijving | Nederlands Kiescollege | Kieskring Antwerpen               | Kieskring Antwerpen | Kieskring Antwerpen | Kieskring Antwerpen | Kieskring Antwerpen | Antwerpen       | Kapellen          | Zandhoven       | Zandhoven, Ranst, Schilde Wijnegem, Wommelgem & Zoersel | -                |
| Verkiezing       | Verkiezing       | Europese               | Federale                          | Federale            | Vlaamse             | Vlaamse             | Provincieraads-     | Provincieraads- | Provincieraads-   | Provincieraads- | Gemeenteraads-                                          | Districtsraads-  |

### Uitslagen VerkiezingVlaams Parlement
In 1999 waren er 67.264 stemgerechtigden, in 2004 69.139 en in 2009 nam dit aantal toe tot 71.253. Hiervan brachten respectievelijk 61.036 (1999), 62.893 (2004) en 64.834 (2009) een geldige stem uit.
| Partij                    | 1999   | 2004   | 2009   |
| ------------------------- | ------ | ------ | ------ |
| sp.a-SPIRIT               | x      | 11,57% | x      |
| SP/sp.a                   | 6,39%  | x      | 8,02%  |
| SLP                       | x      | x      | 0,89%  |
| VU-iD21                   | 9,77%  | x      | x      |
| CD&V-N-VA                 | x      | 26,64% | x      |
| CVP/CD&V                  | 20,01% | x      | 21,88% |
| N-VA                      | x      | x      | 21,23% |
| VLD-VIVANT                | x      | 19,52% | x      |
| VLD/Open Vld              | 23,73% | x      | 14,69% |
| Vivant                    | 2,25%  | x      | x      |
| Agalev/Groen!             | 14,04% | 8,21%  | 6,62%  |
| Vlaams Blok/Vlaams Belang | 21,97% | 32,81% | 19,66% |
| LDD                       | x      | x      | 5,42%  |
| PVDA                      | 0,61%  | 0,43%  | 0,86%  |
| Andere Partijen           | 1,21%  | 0,81%  | 0,72%  |
| Blanco of Ongeldig        | 4,26%  | 4,33%  | 3,90%  |